# Francisco Puñal Martínez
Francisco Puñal Martínez (* 6. September 1975 in Pamplona) ist ein ehemaliger spanischer Fußballspieler, der bei CA Osasuna in der spanischen Primera División spielte.

## Spielerkarriere
Francisco Puñal ist einer der wenigen Spieler heutzutage, die sich ihrer Mannschaft und vor allem ihrer Heimat verbunden fühlen. Seit seiner persönlichen Beförderung vom B-Team in den Profikader 1998 stand er ausschließlich für CA Osasuna unter Vertrag. Die einzige Ausnahme in seiner bisherigen Karriere bildete ein zweijähriges Leihgeschäft zwischen 1999 und 2001, wo er sich beim damaligen Segunda-División-Club CD Leganés aus der Nähe von Madrid weiterentwickeln sollte. Schon damals gelang es ihm seine Torgefährlichkeit als Spielmacher unter Beweis zu stellen mit elf Toren in seinen beiden Jahren dort.
In über 400 Ligaspielen hat er seine Klasse oftmals in der höchsten spanischen Spielklasse zeigen können.